# Nokia 8110
Nokia 8110 — однодіапазонний іміджевий мобільний телефон фірми Nokia, який був анонсований 9 вересня 1996 року. У продажу з'явився 1997 року і завдяки трохи зігнутій формі свого корпусу отримав загальне ім'я «банан».

## Опис
Цей телефон був розроблений для бізнес-ринку та був одним із найменших і найлегших (152 грами) телефонів на ринку, але все одно мав кращий час автономної роботи, ніж його попередник Nokia 2110. Цей телефон також був першим мобільним телефоном стандарту GSM з процесором ARM.
Телефон має розсувну кришку, яка захищає клавіатуру під час носіння в кишені та висувається донизу під час використання, наближаючи мікрофон до рота.
Використовувався у фільмі «Матриця». У фільмі на задній панелі телефону була кнопка, при натисканні на яку захисна кришка телефону самостійно відштовхувалася і відбувалося автоматичне з'єднання зі співрозмовником. Після виходу фільму була розпродана обмежена партія телефонів з такою модифікацією. Пізніше можна було придбати телефон тільки зі зсувною вручну кришкою.

## Модифікації
- Nokia 8110i — модель з додатковими функціями. Анонсована в березні 1997 року, була першим телефоном із механізмом SSMS (Smart SMS)[7].
- Nokia 8148 — однодіапазонна модель GSM 1800.

## Галерея

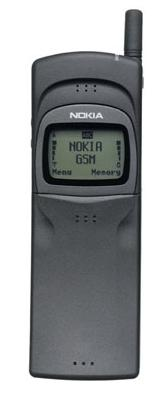
Телефон у закритому вигляді
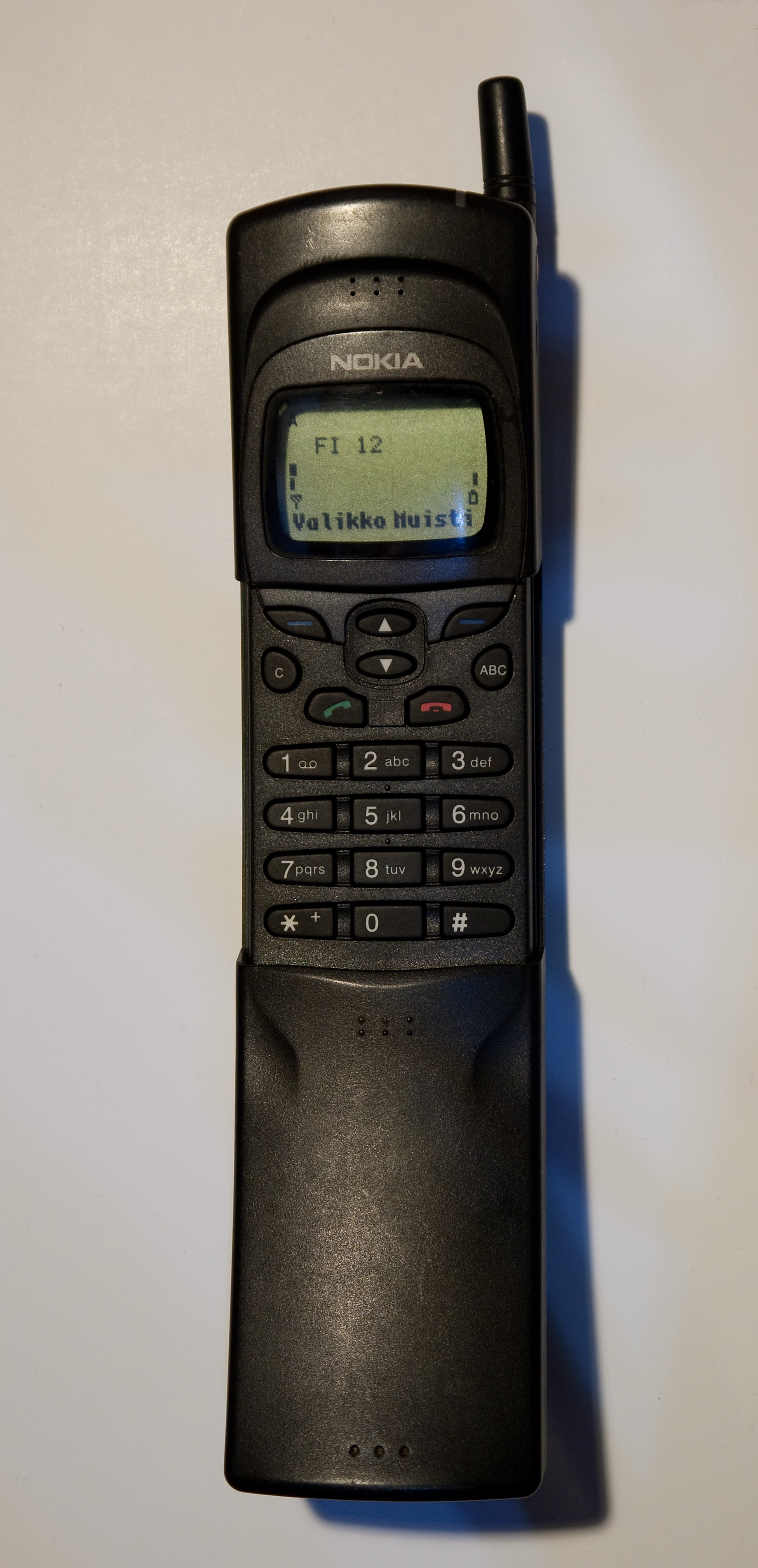
Телефон у відкритому вигляді
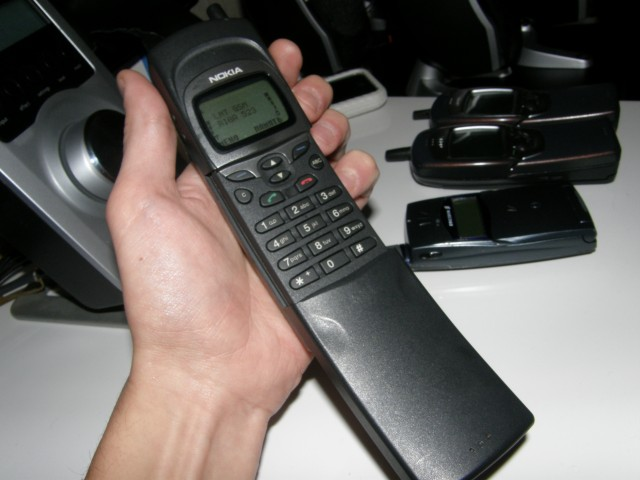
Телефон у руці